# جیهان اوزکارا
جیهان اوزکارا (انگلیسی: Cihan Özkara؛ زادهٔ ۱۴ ژوئیهٔ ۱۹۹۱) بازیکن فوتبال اهل ترکیه است.
از باشگاه‌هایی که در آن بازی کرده‌است می‌توان به باشگاه ورزشی کایسری ارجیسپور، باشگاه فوتبال سیمرغ زاقاتالا، باشگاه فوتبال سیواس‌اسپور، و باشگاه فوتبال روت وایس اهلن اشاره کرد.
وی همچنین در تیم‌های ملی فوتبال زیر ۲۱ سال جمهوری آذربایجان و جمهوری آذربایجان بازی کرده‌است.